# 田中杏沙
田中 杏沙（たなか あずさ、1989年5月5日 - ）は、日本の女性声優。マウスプロモーション所属。鹿児島県鹿屋市出身。
夫は同じく声優の後藤ヒロキ。

## 経歴
専門学校東京アナウンス学院出身。円・演劇研究所35期生。
2012年、テアトル・エコー放映部に所属。2021年6月に退所したのち、同年10月よりマウスプロモーションに所属する。

## 人物
方言は鹿児島弁。趣味・特技は和太鼓。
2023年11月16日、第1子となる女児を出産したことを報告した。

## 出演

### テレビアニメ
2014年
- 遊☆戯☆王ARC-V（2014年 - 2017年、女性アナウンサー、女性、アスール、女性客、管制官 他）

2015年
- Go!プリンセスプリキュア（おばさんB）

2018年
- スペースバグ（2018年 - 2019年、機会音声、ストーク）

2021年
- キングダム（蕞の住民B）
- 白い砂のアクアトープ（役員）

2022年
- メイドインアビス 烈日の黄金郷（干渉器）
- ゴールデンカムイ（鯉登ユキ）

2023年
- 七つの大罪 黙示録の四騎士（2023年 - 2024年、ドニーの母） - 2シリーズ

2025年
- 名探偵コナン（店員）

### OVA
- フルーツバスケット -prelude-（2022年、女性）

### Webアニメ
- マウスどうぶつえん （2022年 - 、ヘビクイワシのあずさ）

### ゲーム
- 遊☆戯☆王デュエルモンスターズ 最強カードバトル!（2016年）
- D×2 真・女神転生 リベレーション（2018年）
- モンスターハンターストーリーズ2 〜破滅の翼〜（2021年、主人公〈女性〉）
- OCTOPATH TRAVELER II（2023年）
- ファイナルファンタジーVII リバース（2024年）

### 吹き替え

#### 映画
- アグリーズ（シェイ〈ブリアンヌ・チュー〉）
- アデライン、100年目の恋（青年期フレミング）
- アップルとわたしのカラフルな世界（カイ〈アマンダ・ミシェルカ〉）
- イングリッシュ・ペイシェント（ジャン）※Netflix版
- ウォルト・ディズニーの約束
- エクストラクション（クリス〈リディア・ハル〉）
- オクジャ/okja ※Netflix版
- カンフー・ジャングル（シン・イン〈ミシェル・バイ〉）
- キック・アス/ジャスティス・フォーエバー
- キングスマン:ゴールデン・サークル（スウェーデン王妃〈レナ・エンドレ〉[25]）
- グランド・イリュージョン 見破られたトリック
- グリーンブック（フラン〈ジェナ・ローレンゾ〉[26]）
- ザ・プレデター（エミリー・マッケナ〈イヴォンヌ・ストラホフスキー〉[27]）
- ジェイ&サイレント・ボブ 帝国への逆襲（ジャスティス〈シャノン・エリザベス〉）※Netflix版
- ジョン・ウィック
- シンデレラ（ガス[28]）
- スペクトル（サリ〈アースラ・パーカー〉）※Netflix版
- セッション
- ニュースの真相（ルーシー・スコット〈エリザベス・モス〉）
- ピーターラビット（フロプシー〈声：マーゴット・ロビー〉[29]）※機内版
- ピートと秘密の友達（マルケス医師）
- ブラックパンサー（シャーマン女[30]）
- プロジェクト・アルマナック（クリスティーナ・ラスキン〈ヴァージニア・ガードナー〉）
- ミリオンダラー・アーム
- ラスト・ウィッチ・ハンター（クロエ〈ローズ・レスリー〉）
- ラビリンス 4つの暗号とトランプ迷宮の秘密
- ラフ・ナイト 史上最悪!?の独身さよならパーティー（ブレア〈ゾーイ・クラヴィッツ〉）
- Re:LIFE〜リライフ〜（カレン・ギャブニー〈ベラ・ヒースコート〉）

#### ドラマ
- アウトキャスト
- アメリカン・ゴシック 〜偽りの一族〜
- ザ・フォロイング シーズン2
- THE LAWYER ～復讐の天秤～（サラ・カリル〈マリン・ブスカ〉[31]）
- ティーン・ウルフ（リディア）
- フィアー・ザ・ウォーキング・デッド（オフェリア・サラザール〈メルセデス・マソーン〉）
- BOSCH/ボッシュ（ジュリア・ブレイシャー〈アニー・ワーシング〉）シーズン1
- ボディガード -守るべきもの-（ヴィッキー・バッド〈ソフィー・ランドル〉[32]）
- ヘレーネ&トーマス～バディ潜入捜査～（ミッシェル〈アマンダ・フリース・ユアゲンセン〉[33]）
- 名探偵ポワロ
- ルーク・ケイジ（レヴァ・コナーズ〈パリサ・フィッツ＝ヘンリー〉）

#### アニメ
- 悪魔城ドラキュラ -キャッスルヴァニア-（リサ、大柄な女）
- アバローのプリンセス エレナ（オチョア教授）
- アヒルのラッキー
- コウノトリ大作戦!
- スポンジ・ボブ 海のみんなが世界を救Woo!（コンピューター）
- ちいさなプリンセス ソフィア
- ビッグシティ・グリーン（ティリー）
- ブンブン・タカコとブーブー・ヒューバート（ナット）
- フランケンウィニー（ジャックの母）
- ペット（ギジェット飼い主妻）

### デジタルコミック
- ポン太がヒトになりまして。（2024年、ナカヨシさん[34]）

### その他コンテンツ
- NHK高校講座（ナレーション）
- NHK・民放連共同ラジオキャンペーン 第4話「イエローボーイ」（お母さん）
- ゴーゴー!のりものタウン
- アメコミ・ヒーローの世界～ローラ&渡辺直美 マーベル・キャラクターへの道～（声の出演）
- FC町田ゼルビアをつくろう〜ゼルつく〜 #98（ナレーション）

### シリーズ一覧
1. ↑  第1期（2023年）、第2期（2024年）